# Kabinett Disraeli I
Das Kabinett Disraeli I wurde im Vereinigten Königreich Großbritannien und Irland am 27. Februar 1868 von Premierminister Benjamin Disraeli von der Conservative Party gebildet und löste die dritte Regierung Derby ab. Es befand sich bis zum 3. Dezember 1868 im Amt und wurde dann durch das Kabinett Gladstone I abgelöst.

## Kabinettsmitglieder
Dem Kabinett gehörten folgende Mitglieder an:
| Amt                               | Amtsinhaber                                                                        | Beginn der Amtszeit | Ende der Amtszeit  |
| --------------------------------- | ---------------------------------------------------------------------------------- | ------------------- | ------------------ |
| Premierminister                   | Benjamin Disraeli                                                                  | 27. Februar 1868    | 3. Dezember 1868   |
| Erster Lord des Schatzsamtes      | Benjamin Disraeli                                                                  | 27. Februar 1868    | 3. Dezember 1868   |
| Lordkanzler                       | Hugh Cairns, 1. Baron Cairns                                                       | 29. Februar 1868    | 3. Dezember 1868   |
| Präsident des Geheimen Kronrates  | John Spencer-Churchill, 7. Duke of Marlborough                                     | 27. Februar 1868    | 3. Dezember 1868   |
| Lordsiegelbewahrer                | James Howard Harris, 3. Earl of Malmesbury                                         | 27. Februar 1868    | 3. Dezember 1868   |
| Innenminister                     | Gathorne Gathorne-Hardy                                                            | 27. Februar 1868    | 3. Dezember 1868   |
| Außenminister                     | Edward Henry Stanley                                                               | 27. Februar 1868    | 3. Dezember 1868   |
| Kolonialminister                  | Richard Temple-Nugent-Brydges-Chandos-Grenville, 3. Duke of Buckingham and Chandos | 27. Februar 1868    | 1. Dezember 1868   |
| Kriegsminister                    | John Somerset Pakington                                                            | 27. Februar 1868    | 1. Dezember 1868   |
| Minister für Indien               | Stafford Northcote                                                                 | 27. Februar 1868    | 1. Dezember 1868   |
| Erster Lord der Admiralität       | Henry Thomas Lowry-Corry                                                           | 27. Februar 1868    | 3. Dezember 1868   |
| Schatzkanzler                     | George Ward Hunt                                                                   | 27. Februar 1868    | 1. Dezember 1868   |
| Handelsminister                   | Charles Gordon-Lennox, 6. Duke of Richmond                                         | 27. Februar 1868    | 1. Dezember 1868   |
| Minister für öffentliche Arbeiten | John James Manners                                                                 | 27. Februar 1868    | 1. Dezember 1868   |
| Chefsekretär für Irland           | Richard Bourke, 6. Earl of Mayo                                                    | 27. Februar 1868    | 29. September 1868 |
| Minister ohne Geschäftsbereich    | Spencer Horatio Walpole                                                            | 27. Februar 1868    | 1. Dezember 1868   |